# Ivan Vichniakov
Ivan Iakovlevitch Vichniakov (en russe : Иван Яковлевич Вишняков), né à Moscou (Empire russe) en 1699 et mort à Saint-Pétersbourg (Empire russe) le 8 août 1761, est un portraitiste et muraliste russe peignant dans le style rococo.